# Jessica Roux
Jessica Roux (26 de março de 1991) é uma ilustradora e escritora norte-americana.
Conhecida por seu estilo singular, que une referências à natureza, história, mitologia e folclore, Roux atualmente mora em Nashville. Construiu uma carreira diversificada atuando tanto em projetos editoriais quanto no desenvolvimento de sua própria linha de produtos, incluindo itens de papelaria e design.

## Biografia
Natural da Carolina do Norte, Jessica Roux graduou-se em 2013 na Savannah College of Art and Design, onde obteve um BFA em Ilustração. Desde o início de sua trajetória, seu apreço pelo mundo natural, nutrido por experiências da infância, como explorar ambientes ao ar livre e colecionar elementos da flora, foi determinante para o desenvolvimento de sua estética. Suas obras se destacam pelo emprego de cores suaves, formas rítmicas e um alto nível de detalhamento, características que remetem à beleza do estilo antigo e às influências dos Pré-Rafaelitas, da arte medieval e do Renascimento.
Ao longo da carreira, Roux trabalhou em projetos para diversas editoras e autores, além de ter sido comissionada para a criação de ilustrações para plataformas como a Pottermore, onde seus desenhos, incluindo representações de árvores genealógicas de famílias icônicas da saga de Harry Potter, chamaram a atenção do público. Entre suas obras publicadas, destaca-se Floriography: An Illustrated Guide to the Victorian Language of Flowers, de 2020, que mescla o apreço pela botânica com elementos históricos e simbólicos.
Além da ilustração, Roux também se dedica à escrita, compondo livros ilustrados que combinam narrativa e arte visual. Com uma abordagem que alia técnicas tradicionais, como o desenho a grafite sobre papel de algodão, à pintura digital, Roux vem consolidando seu lugar como uma das representantes contemporâneas da ilustração inspirada na natureza, contribuindo para a renovação e valorização das tradições artísticas por meio de uma estética inovadora e intimista.
No Brasil, seus livros foram todos publicados pela DarkSide Books.

## Livros
- 2020: Floriography: An Illustrated Guide to the Victorian Language of Flowers, publicado no Brasil pela DarkSide Books como Floriografia: A Linguagem Secreta das Flores (2024)
- 2020: A Natural History of Fairies, publicado no Brasil pela DarkSide Books como História Natural das Fadas (2024)
- 2021: A Natural History of Magick, com Poppy David
- 2022: Woodland Wardens, publicado no Brasil pela DarkSide Books como Oráculo dos Guardiões da Floresta (2024)
- 2023: A Natural History of Magical Beasts, com Emily Hawkins
- 2023: The Wheel of the Year: An Illustrated Guide to Nature's Rhythms, com Fiona Cook
- 2024: Ornithography: An Illustrated Guide to Bird Lore & Symbolism
- 2024: Good Fortune Tarot, com Barbara Moore
- 2024: Match the Mermaids: A Memory Game, com Emily Hawkins